# Gestion et entretien des routes en France
La gestion et l'entretien des routes en France couvrent l'ensemble des actions entreprises pour connaître et maintenir la qualité des routes et de leurs dépendances et équipements afin d'assurer aux usagers des conditions de sécurité et de confort définies. Ces actions comprennent le recensement des routes, leur bornage, leur surveillance, l'évaluation périodique de la qualité du patrimoine, les tâches d'entretien, de réparation ou de reconstruction et les tâches de police de la circulation ou de la conservation du domaine public routier.
Le réseau routier français présente en 2018 une longueur de 1 103 000 km, se répartissant en 11 600 km d'autoroutes (dont 9 000 km concédées), 9 600 km de routes nationales, 381 000 km de routes départementales et 700 800 km de voies communales.
Jusqu'en 1970, la gestion et l'entretien des routes nationales  et départementales était assurée par les services de l'État ou des opérateurs publics via des concessions  ou par les conseils généraux sous l'autorité de l'État pour les routes départementales. Les voies communales constituent une exception puisque depuis 1959, une ordonnance remet à la charge des communes la responsabilité de leur voirie, mais de nombreuses communes qui n'ont pas de services techniques continuent alors à faire appel à l'État pour cet entretien. La réforme des autoroutes de 1970 autorise l'État à concéder la construction et l'exploitation des autoroutes (et donc l'entretien des ponts qui en font partie) à des sociétés entièrement privées. De nouvelles étapes interviennent à partir des années 1980 avec d'abord les actes de décentralisation de 1982 qui rendent autonomes les collectivités territoriales et responsables de l'entretien des routes qui font partie de leur patrimoine, puis les différents transferts de patrimoines qui contribuent à morceler la gestion, la surveillance et l'entretien des routes en autant de maîtres d'ouvrages que de collectivités territoriales.
L'entretien des ponts recouvre trois types d'interventions : l'entretien courant, l'entretien spécialisé et la réparation.

## Histoire

### Antiquité
Des routes gauloises existaient avant l’époque romaine, mais ne formaient pas un réseau national. Faites à l’échelle de la peuplade, on peut raisonnablement penser qu’elles rayonnaient à partir de l'oppidum central vers les postes frontières. Avec l’occupation romaine est construit un réseau de routes impériales qui avait pour but de rattacher la Gaule à Rome par l’intermédiaire de Lyon, la capitale romaine de la Gaule, aux fins militaires et administratives. Une quarantaine de ponts routiers gallo-romains seulement ont été conservés jusqu'à nos jours et étudiés en France, un nombre limité ne représentant probablement pas le nombre important de ponts routiers construits en Gaule sous l'occupation romaine. N'étaient entretenus que les ouvrages situés sur des routes stratégiques.

### Moyen Âge (duVesiècleauXVesiècle)
Au Moyen Âge, on abandonne aux villes, aux seigneurs, ou même à des compagnies de marchands qui y sont directement intéressées, la construction et l'entretien des routes et des ponts. Ainsi presque tous les travaux faits à Paris sous Philippe-Auguste sont entrepris par la ville et à ses frais. Les frais sont couverts ordinairement par des droits de péage, quelquefois par des taxes locales, quand les travaux, par exemple sont entrepris par les villes. Les chemins médiévaux et les ponts qui les supportent, même s'ils sont moins bien conçus et plus sinueux que les routes romaines, présentent sur elles la supériorité d'être bien entretenus, grâce à l'instauration de péages et de prestations de services que l'on exige des usagers et des riverains. Dans les chroniques rédigées à partir du XIIIe siècle, aucun auteur ne se plaint de l'état des routes. Des doléances ne s'élèvent que vers la fin du Moyen Âge, après les troubles de la guerre de Cent Ans qui ont interrompu ou ralenti les travaux d'entretien saisonniers. Jusqu'au commencement du XVe siècle, l'administration des travaux publics est purement domaniale : les rois n'exercent à son égard aucun pouvoir supérieur à ceux que les feudataires indépendants, comme les ducs de Bretagne ou de Bourgogne, exercent dans leurs provinces. En second lieu, tout dans cette administration était exclusivement affaire d'intérêt local.

### Époque moderne (1500 - 1789)

#### XVIesiècle
La presque totalité des ponts et autres ouvrages destinés à franchir les passages difficiles, qui sont construits en France jusqu'au XVIIe siècle est financée par les péages. Mais, après la construction, il fallait entretenir, réparer et reconstruire. Or, particulièrement après la Guerre de Cent Ans, les réparations et les reconstructions ne se font pas, bien que les péages continuaient à se percevoir. Aussi voit-on que la plupart des actes de concession depuis le XIVe siècle ont pour objet des reconstructions ou restaurations : et pour les péages établis antérieurement, dont les concessions ne nous sont pas parvenues, leur existence est surtout connue par les doléances auxquelles donne lieu le détournement de leurs produits et par les mesures prises, ou plutôt tentées à diverses époques, par le pouvoir royal, pour les abolir ou pour en faire appliquer les deniers aux entretiens et restaurations. À la fin du XVIe siècle, apparaît la notion de service public et le premier effort de coordination des travaux, avec la nomination de Sully comme grand voyer de France (1599), ayant comme fonction la surintendance générale de la voirie.

#### XVIIesiècle
Après la création de la charge de grand voyer de France en mai 1599, suivent en mars 1603 l'absorption de la charge de voyer de Paris, en juin 1604 une extension des pouvoirs du grand voyer, en 1605 un règlement général concernant ses attributions. Peu de traces subsistent d'une action réelle de ces officiers dans les provinces ou demeurent les anciens pouvoirs, jaloux de leurs privilèges. La création de l'institution reste ainsi sur le plan symbolique.
La gestion des ouvrages relatifs aux communications d'intérêt général reste provinciale et indépendante de toute direction ou surveillance du pouvoir central, jusqu'à Colbert. Avec Jean-Baptiste Colbert, et après l'interruption enregistrée par le règne de Louis XIII et la Fronde, les conséquences du renforcement de la notion de service public apparaissent dans différents domaines : le roi dirige, paye et contrôle les travaux, tout au moins dans certaines provinces, pays frontières et pays d'élections. Modification dans la direction administrative : seules sont laissées aux trésoriers de France, réunis en bureaux, la partie purement financière et la juridiction contentieuse; l'autorité est confiée aux intendants de province, assistés, à partir d'octobre 1669, sous le titre de commissaire pour les Ponts et chaussées, d'un des trésoriers de la généralité, nommé sur proposition du commissaire départi.
Se pose également la question du financement des travaux d'entretien, de réparation ou de construction des routes et ponts dès lors qu'ils sont importants. Outre les subventions royales et celles des États, une source traditionnelle demeure : le produit des péages, plus ou moins accaparés par leurs possesseurs et détournés de leur but primitif. Un gros effort de rationalisation est entrepris : le 17 novembre 1661, Colbert ordonne une enquête sur les péages existants, avec obligation aux détenteurs de présenter les titres de possession. Par le règlement du 31 janvier 1663, il ordonne la publicité, l'enregistrement et la tenue de registres de péages. Le principe est rappelé : « lesdits péages ne sont établis que pour l'entretien des dits chemins, ponts et chaussées », mais l'application laisse à désirer.

#### XVIIIesiècle
En février 1716 est créé le corps des Ponts et Chaussées, réunissant les ingénieurs des Ponts et chaussées, jusqu'alors isolés. Il est principalement chargé de la construction et de l'entretien des routes, ce qui constitue à l’époque une relative nouveauté, dans la mesure où le réseau routier est embryonnaire et en très mauvais état. Il est composé d'un inspecteur général, d'un architecte, d'un ingénieur en chef, de trois inspecteurs, de vingt et un ingénieurs (un par généralité du royaume), qui doivent exécuter les ordres du directeur général, une fonction supprimée en 1736. Indépendants à l'égard des bureaux des finances, les ingénieurs centralisent désormais entre leurs mains, tout au moins dans les pays d'élections, la conduite des travaux, tel Regemorte nommé en 17I8 ingénieur des Ponts et chaussées de la province d'Alsace.
Trois mesures révolutionnaires marquent le XVIIIe siècle :  en 1738, l'adoption de la corvée des grands chemins par simple circulaire administrative; en 1743, la séparation définitive des fonctions techniques et des fonctions financières : Trudaine prend la direction du nouveau service; en 1747, la création de l'École des Ponts et chaussées dotée d'un règlement et la réorganisation du bureau des dessinateurs. Ainsi est créée après bien des vicissitudes, une administration complète et quasi autonome: celle des Ponts ct chaussées 28).
En 1728, le contrôleur général Philibert Orry crée, sous l’égide du ministère des Finances, le service des Ponts et Chaussées chargé de tracer, de construire et d’entretenir les routes royales. Il y affecte des ingénieurs, des conducteurs de travaux recrutés parmi les militaires, les architectes, les clercs. En soixante ans, près de 30 000 km de routes sont construites en grande partie sous le régime de la corvée dont sont exclus les citadins, les nobles, les religieux et les fonctionnaires.

### Époque contemporaine (1789 à ce  jour)

#### Création des routes impériales et départementales  (1811 à 1824)
En dehors d'une loi de 1801 qui annonce la réfection du réseau routier, la politique napoléonienne s'exprime dans le décret impérial du 16 décembre 1811 qui institue ce que l'on a coutume d'appeler la grande voirie, placée sous l'autorité du ministère des Travaux publics. L’article 1er de ce décret indique que toutes les routes de l’Empire sont divisées en routes impériales (de trois classes) et routes départementales. 229 routes impériales et 1 165 routes départementales sont ainsi créées. Le décret règle également le financement des travaux selon des modalités voisines de celles de l'Ancien Régime, prévoit une centralisation des services sous la surveillance des agents de l'administration civile (préfets, sous-préfets, maires) et impose enfin une séparation entre la fourniture de matériaux et l'exécution du travail.
Concernant la circulation locale, la Révolution laisse aux communautés, c'est-à-dire aux usagers, le soin d'entretenir les chemins particuliers. L'arrêt de 1802 adopte la même politique et la monarchie constitutionnelle en discute longuement en 1816, 1818, 1821. La loi de 1824 confie encore aux communes l'entretien des chemins vicinaux sous la surveillance du préfet. Elle prévoyait des prestations en nature, non obligatoires. En fait, les Conseils municipaux ne les votèrent jamais.
Ainsi, de 1789 à 1824, la gestion des routes et des ponts dépend du service des Ponts et Chaussées pour les routes royales et en partie du ministère de la Guerre pour celles qui sillonnent la zone frontalière, et du bon vouloir des riverains pour les chemins locaux.

#### Trois propriétaires, deux gestionnaires (1824 à 1941)
Le XIXe siècle est, sur le plan routier, l'époque de la construction et de la mise en place du réseau secondaire réclamé par les cahiers de doléances de 1789.
Création de la voirie communale (1824-1836)
La loi du 28 juillet 1824 crée les chemins vicinaux et établit que « les chemins reconnus, par un arrêté du préfet sur une délibération du conseil municipal, pour être nécessaires à la communication des communes, sont à la charge de celles sur le terrain desquelles ils sont établis ». L’article 1er ne fait en fait que reproduire une disposition qui figurait déjà dans la loi du 6 octobre 1791 qui imposait déjà aux communes l’obligation d’entretenir les chemins établis sur leur territoire, qui sont reconnus nécessaires à leur communication. La loi de 1824 institue deux jours de prestations pour l’entretien de ces chemins et des ponts attenants, ce qui était, sans le dire, une sorte de recréation de la corvée, mais pour des besoins immédiats des justiciables, et marquait le début d’innombrables petits travaux qui, dans le cours du sicle vont modifier profondément le visage de la France rurale, surtout après la loi de 1836.
En 1836, la loi Thiers-Montalivet donne pour la première fois un statut à la voirie rurale et marque la naissance du service vicinal. Elle distingue les chemins vicinaux de grande communication, reliant plusieurs communes, et les chemins vicinaux de moindre importance qui vont prendre le nom de chemins vicinaux ordinaires. Le texte évoque le cas particulier de chemins qui, sans être aussi importants que ceux classés en grande communication, servent cependant à plusieurs communes. Ceux-ci sont dénommés chemins d'intérêt collectif, puis, à partir de 1847, chemins d'intérêt commun. Comme pour la loi de 1824, ces chemins vicinaux doivent être entretenus obligatoirement par des prestations, mais cette fois-ci le nombre de jours est porté à trois.
Les effets furent plus ou moins rapides, mais en définitive importants : 684 000 kilomètres sont tracés aux frais des communes, avec des subventions de l'État et du département. Dans le Pas-de-Calais, de 1800 à 1850. la longueur des routes passe ainsi de 180 à 3 704 kilomètres. Les progrès sont plus nets dans les régions agricoles, comme la Lorraine, que dans les zones d'élevage, comme l'Ouest.
| Type de voie                    | Propriétaire | Financeur   | Gestionnaire                                                              | Services                       |
| ------------------------------- | ------------ | ----------- | ------------------------------------------------------------------------- | ------------------------------ |
| Routes nationales               | État         | État        | État                                                                      | Service des Ponts et chaussées |
| Routes départementales          | Département  | Département | État                                                                      | Service des Ponts et chaussées |
| Chemins de grande communication | Commune      | Commune     | Préfet et conseil général sous la supervision du Ministère de l'Intérieur | Service vicinal                |
| Chemins d'intérêt commun        | Commune      | Commune     | Préfet et conseil général sous la supervision du Ministère de l'Intérieur | Service vicinal                |
| Chemins vicinaux ordinaires     | Commune      | Commune     | Préfet et conseil général sous la supervision du Ministère de l'Intérieur | Service vicinal                |
| Chemins ruraux                  | Commune      | Commune     | Préfet et conseil général sous la supervision du Ministère de l'Intérieur | Service vicinal                |

Deux gestionnaires : service des ponts et chaussées et service vicinal (1836-1941)
Les lois de 1824 et de 1836 dotent également les départements d'un corps d'ingénieurs qui leur est propre : ainsi un service vicinal chargé de la gestion des chemins de grande communication et d'intérêt commun y coexiste avec le service des Ponts et chaussées chargé des routes nationales. Les départements disposent ainsi de leurs propres services techniques à partir de 1836.
La loi du 20 août 1881, relative au code rural, reconnaît les chemins ruraux et les définit par défaut des autres chemins vicinaux : « Les chemins ruraux sont les chemins appartenant aux communes, affectés à l'usage du public, qui n'ont pas été classés comme chemins vicinaux ». Elle crée également des ressources spéciales pour leur entretien. Désormais des associations syndicales peuvent être créées pour l'ouverture, l'élargissement, la réparation et l'entretien des chemins ruraux.
Un projet de loi est déposé en 1895 visant à remettre l'entretien des routes nationales aux départements. La tendance est alors à la désaffection des routes au profit du secteur ferroviaire. Mais le projet est rejeté. Les services ordinaires de l'État confortent peu à peu leur position et progressivement les départements prennent l'habitude de demander aux ingénieurs de l'État de se charger aussi du service vicinal : cinquante d'entre eux, en 1930, ont ainsi unifié leur service de voirie.  Cette fusion devient légale sous le gouvernement de Vichy en octobre 1940 : « à dater du 1er janvier 1941, les services de la voirie départementale et vicinale sont rattachés à l'administration des Ponts et Chaussées dans tous les départements.
Une dernière évolution intervient durant cette période concernant la classification des routes : un décret-loi du 14 juin 1938 précise que les « routes départementales, les chemins vicinaux de grande communication et d'intérêt commun sont fondus en une seule catégorie de voies dénommées  chemins publics départementaux ». Cette appellation sera modifiée par le code de voirie routière qui reviendra à l'appellation de routes départementales.

#### L'État, gestionnaire de toutes les routes (1941 à 1982)
| Type de voie                                    | Propriétaire | Financeur   | Gestionnaire                                                              | Services                                                                                              |
| ----------------------------------------------- | ------------ | ----------- | ------------------------------------------------------------------------- | --- |
| Routes nationales                               | État         | État        | État                                                                      | Services des Ponts et chaussées (Ministère des Travaux publics puis de l'Équipement à partir de 1966) |
| Routes départementales                          | Département  | Département | État                                                                      | Services des Ponts et chaussées (Ministère des Travaux publics puis de l'Équipement à partir de 1966) |
| Chemins vicinaux (→ 1959) puis Voies communales | Commune      | Commune     | Préfet et conseil général sous la supervision du Ministère de l'Intérieur | Services des Ponts et chaussées (Ministère des Travaux publics puis de l'Équipement à partir de 1966) |
| Chemins ruraux                                  | Commune      | Commune     | Préfet et conseil général sous la supervision du Ministère de l'Intérieur | Services des Ponts et chaussées (Ministère des Travaux publics puis de l'Équipement à partir de 1966) |

De 1941 à 1982, l'entretien de toutes les routes de France est du ressort exclusif du service des Ponts et chaussées, sous l'autorité du ministère des Travaux publics qui devient le 20 janvier 1966 le ministère de l’Équipement. Cette unité technique, réalisée dans de rares pays, est très efficace : elle a permis des progrès incontestables et des économies énormes en clarifiant la gestion et en obligeant les entreprises de travaux publics à se concentrer. Elle a facilité également considérablement la diffusion des progrès techniques.
Création de la voirie communale (1959)
L'ordonnance du 7 janvier 1959 reclasse toutes les voiries appartenant aux communes en deux catégories : voies communales et chemins ruraux. Les chemins vicinaux disparaissent ainsi.
Autoroutes : des SEM aux sociétés privées concessionnaires
Sur la base de la loi du 18 avril 1955 portant statut des autoroutes, l'État a pu concéder la construction et l'exploitation de sections d'autoroutes à des sociétés dans lesquelles les intérêts publics étaient majoritaires. Cette période voit la constitution, entre 1956 et 1964, de cinq sociétés d'économie mixte : la Société de l'Autoroutes Esterel-Côte d'Azur (ESCOTA) en 1956, la Société Autoroutes du Sud de la France (ASF, ex SAVR) en 1957, la Société Autoroutes Paris-Rhin-Rhône (APRR, ex SAPL) en 1961, la Société des autoroutes Paris-Normandie (SAPN) en 1963 et la Société des autoroutes du Nord et de l'Est de la France (SANEF) en 1963.
L'État décide en 1970 d'attribuer des concessions à des sociétés à capitaux privés, constituées par des entrepreneurs de travaux publics et des banques. Ont été ainsi créées, entre 1970 et 1973, quatre sociétés à capitaux privés : la Compagnie Financière et Industrielle des Autoroutes (COFIROUTE), la Société des Autoroutes Rhône-Alpes (AREA), la Société de l'Autoroute de la Côte Basque (ACOBA), la Société des Autoroutes Paris - Est – Lorraine (APEL).

#### Décentralisation et multiplicité des gestionnaires (1982 à ce jour)
| Type de voie           | Propriétaire                                           | Financeur                                              | Gestionnaire                                           | Services                                                                         |
| ---------------------- | ------------------------------------------------------ | ------------------------------------------------------ | ------------------------------------------------------ | -------------------------------------------------------------------------------- |
| Autoroutes             | État                                                   | État ou concessionnaires                               | État ou concessionnaires                               | Directions interdépartementales des routes ou services autoroutiers              |
| Routes nationales      | État                                                   | État                                                   | État                                                   | DIR                                                                              |
| Routes départementales | Départements ou intercommunalités ou métropole de Lyon | Départements ou intercommunalités ou métropole de Lyon | Départements ou intercommunalités ou métropole de Lyon | Services départementaux ou services intercommunaux ou services métropole de Lyon |
| Voies communales       | Communes ou intercommunalités ou métropole de Lyon     | Communes ou intercommunalités ou métropole de Lyon     | Communes ou intercommunalités                          | Services communaux ou intercommunaux ou services métropole de Lyon               |
| Chemins ruraux         | Communes                                               | Communes                                               | Communes                                               | Services communaux                                                               |

La loi de décentralisation du 2 mars 1982, dite « loi Defferre », marque une rupture politique. Elle supprime la tutelle administrative a priori exercée par le préfet, et la remplace par un contrôle de légalité a posteriori exercé en premier par les services préfectoraux qui émettent des avis juridiquement tranchés par le tribunal administratif et chambre régionale des comptes de son ressort territorial. Elle transfère l’exercice du pouvoir départemental du préfet au Président du Conseil général (devenu conseil départemental en 2014). Cette loi reconnaît aux conseils généraux le plein exercice de leurs attributions, dont font partie la construction et l'exploitation du réseau routier départemental. Elle est suivie par les lois des 7 janvier et 22 juillet 1983 qui détaillent les transferts de compétence et prévoient le transfert de la maîtrise d’ouvrage, de l’entretien, de la gestion et de l’exploitation des routes départementales aux départements. les 88 650 agents qui travaillent dans les services déconcentrés de l'Équipement sont alors directement impactés et une partie d'entre eux rejoint les nouveaux services routiers départementaux. Une nouvelle étape intervient avec la loi du 18 décembre 2003 qui transfère aux départements une grande partie de la voirie routière nationale ainsi que, en 2006, du personnel qui s'en occupaient.
Parallèlement à ce mouvement décentralisateur le paysage politique local se restructure avec la montée en puissance des intercommunalités : création des communautés d'agglomération et communautés urbaines en 1999,  la métropole et le pôle métropolitain en 2010. Dans ce cadre, la compétence voirie est fréquemment transférée aux communautés. Ce transfert de compétences est de plein droit pour les syndicats d'agglomération nouvelle, les communautés urbaines et les métropoles et optionnel pour les communautés de communes et les communautés d’agglomération. En 2016, 68 % d’entre elles étaient ainsi compétentes en matière de « création, entretien et aménagement de la voirie ». Dans les communautés de communes et d’agglomération, le législateur a permis la définition d’une voirie d'intérêt communautaire, mais de plus en plus d'intercommunalités prennent les compétences pour la totalité des voies de leur territoire,. Le transfert de compétences entraîne soit la mise à la disposition du bénéficiaire de ce transfert des biens meubles et immeubles utilisés à la date du transfert pour l’exercice de cette compétence de gestion (communautés de communes et d’agglomération, métropole) sans interdire la création de voies propres à l’intercommunalité, qui en devient propriétaire, soit le transfert en pleine propriété de la voirie et de ses accessoires, cas de la métropole de Lyon, une collectivité territoriale à statut particulier créée le 1er janvier 2015.
Il y a désormais autant de propriétaires et de gestionnaires de ponts que de collectivités territoriales (101 départements et 35 357 communes au 1er janvier 2018)  desquelles il convient de retrancher les communes qui ont transféré la compétence voirie à  une intercommunalité, mais auxquels il convient d'ajouter ces nouvelles intercommunalités compétentes en matière de voirie. Ce morcellement ne contribue pas à  avoir une vision globale de l'état du patrimoine des ponts.
Au 19 août 2025, le Canada estime que « Les routes françaises sont bien entretenues. ».
Au 27 mars 2025, la Belgique estime que « Le réseau routier en France est de bonne qualité, et est un des plus denses au monde. ».

## Classification des routes

### Classification domaniale
Le patrimoine immobilier des personnes publiques (État, collectivités territoriales, entreprises publiques) se répartit en deux grandes catégories, les propriétés relevant de la domanialité publique et celles de la domanialité privée. La domanialité publique est un régime juridique qui se superpose à la propriété, lui conférant une protection spécifique . La classification domaniale du réseau routier français s'établit au 31 décembre 2017 comme suit.
| Propriétaire                 | Type de voie               | Catégorie de voie              | Commentaires | Longueur au 31 décembre 2017 |
| ---------------------------- | -------------------------- | ------------------------------ | --- | ---------------------------- |
| État                         | Autoroute                  | Réseau concédé                 | | 9 040 km                     |
| État                         | Autoroute                  | Réseau non concédé             | | 2 578 km                     |
| État                         | Route nationale            |                                | Routes nationales et rues et places qui y font suite appartenant à l'État. | 9 044 km                     |
| Département                  | Route départementale       |                                | Routes départementales et rues et places qui y font suite appartenant au département. | 377 890 km                   |
| Commune                      | Voirie communale           | Voies communales               | Elles ont vocation à desservir le territoire communal, c'est-à-dire les principaux lieux de vie, d'activité économique et touristique, de relier des routes départementales entre elles. | 704 899 km                   |
| Commune                      | Voirie communale           | Chemins ruraux                 | Ils appartiennent au domaine privé de la commune. Leur vocation est la desserte des fonds ruraux, agricoles ou forestiers. | 704 899 km                   |
| Commune                      | Voirie communale           | Voirie d'intérêt communautaire | Le code de la voirie routière ne fait pas mention de voirie communautaire, mais lorsque la commune a transféré la compétence voirie à un EPCI, celui-ci exerce pleinement les droits patrimoniaux du propriétaire. La gestion regroupe l'entretien (interventions physiques sur le domaine routier) et l'exploitation (conditions d'utilisation optimale de la route). Toutefois, ce second volet (exploitation) doit tenir compte des prérogatives propres au maire au titre de la police de la circulation. La coordination des travaux, la mise en place de barrières de dégel, le déneigement, à titre d'exemples, relèvent de sa seule compétence. | 704 899 km                   |
| Privé (particulier, société) | Voie privée                | Voies urbaines privées         | Elles sont librement réalisées par les propriétaires | Non évalué                   |
| Privé (particulier, société) | Voie privée                | Voies rurales privées          | Chemins et sentiers d'exploitation appartenant à des particuliers et desservant leur propriété (non ouverts à la circulation publique) et autres chemins : chemins de terre, chemins de culture et d'aisance (desserte d'un seul héritage), chemins de servitude, chemins de vidange. | Non évalué                   |
| Total (hors voies privées)   | Total (hors voies privées) | Total (hors voies privées)     | Total (hors voies privées) | 1 103 451 km                 |

## Gestion de la voirie
La gestion des ouvrages doit permettre de maintenir l'ouvrage en bon état d'entretien et assurer la sécurité à l'égard des tiers. Elle comprend le recensement des ouvrages, la surveillance périodique, la classification des ouvrages, l'établissement d'indices de priorité technique et socio-économique des travaux de maintenance, la réalisation de ces travaux.

## Dégradations des routes
Dès leur mise en service les routes sont soumises à de multiples sollicitations et agressions qui peuvent engendrer des désordres. Plus une route est ancienne, plus le risque d’apparition de désordres est important. Mais quelquefois des sollicitations répétées, comme un trafic au-delà des seuils pris en compte lors de la conception, peuvent conduire à des désordres rapidement.

## Entretien et réparation des routes

### Types d'entretien
L'entretien courant recouvre trois types d'interventions : l'entretien courant, l'entretien spécialisé et la réparation.
Les techniques de réparation sont variables selon le type de route et selon les désordres rencontrés.